# Edward Russell (1er comte d'Orford)
Pour les articles homonymes, voir Edward Russell.
Edward Russell (1653-26 novembre 1727), 1er comte d'Orford (en), est un officier de marine britannique des XVIIe et XVIIIe siècles. Il est Premier Lord de l'Amirauté sous le règne de Guillaume III d'Angleterre.

## Biographie

### Origines et famille
Edward Russell est le fils de l'Honorable Edward Russell, un des plus jeunes fils du 4e comte de Bedford et le frère cadet de William Russell, 5e comte, qui deviendra plus tard le 1er duc de Bedford. Il épouse sa cousine, Lady Margaret Russell, fille cadette du 5e comte de Bedford, sans descendance.

### Carrière militaire dans laRoyal Navy
Il entre jeune dans la Royal Navy. En 1671, il est promu Lieutenant à l'âge de dix-huit ans et passe Captain l'année suivante. Pendant la troisième guerre anglo-néerlandaise il sert en mer du Nord en 1672 et 1673. Russell servira par la suite en Méditerranée lors de campagnes contre les pirates barbaresques en compagnie de Sir John Narborough et d'Arthur Herbert entre 1676 et 1682. En 1683, il est contraint de quitter la Navy et, comme tous les membres de la famille Russell, il tombe en disgrâce auprès du roi après la découverte de l'implication de Lord Russell dans le « Rye House Plot. » 
En 1688, Russell fait partie des « Sept immortels » (anglais : Immortal Seven), un groupe d'aristocrates Anglais qui publient l'Invitation à Guillaume, un document demandant à Guillaume d'Orange de renverser le roi Jacques II. Il prit part à la révolution de 1688. Il est nommé par Guillaume III membre du Conseil privé, et placé à la tête de la flotte chargée de s'opposer au débarquement de Jacques II. 
Dans la guerre de la Ligue d'Augsbourg qui s'ensuit, Russell sert sur mer, commandant la flotte en tant qu'Admiral of the Fleet après 1690. En 1691, il poursuit en vain la flotte française commandée par le comte de Tourville pendant cinquante et un jours dans la Manche, pendant la « campagne du Large ». À la mi-juin 1691, sa flotte essuie une violente tempête au large des côtes d'Irlande et il perd quatre vaisseaux et 1 500 hommes d'équipage. 
En 1692, il est commandant-en-chef de la flotte combinée anglo-hollandaise qui remporte une bataille navale décisive sur la flotte française commandée par l'amiral Tourville à la bataille de la Hougue, mais il ne peut empêcher la réunion des flottes françaises de Brest et de Toulon. Envoyé dans la Méditerranée, il force Tourville à s'éloigner de la Catalogne, et délivre Barcelone, assiégée par les Français en 1694. 
En récompense, il est nommé pair et fait baron Shingay, vicomte Barfleur, et comte d'Orford en 1697. Accusé de concussions sous la reine Anne par la Chambre des communes, il est acquitté par la Chambre des lords en 1698, et replacé à la tête de l'amirauté. 
Il se retira lors du triomphe des tories en 1714. Sa Vie a été écrite par John Russell.

## Source
Marie-Nicolas Bouillet  et Alexis Chassang (dir.), « Edward Russell (1er comte d'Orford) » dans Dictionnaire universel d’histoire et de géographie, 1878 (lire sur Wikisource)